# Viètovy vzorce
Viètovy vzorce, pojmenované po Françoisi Viètovi, jsou vztahy mezi kořeny a koeficienty polynomů.

## Obecný zápis
Každý polynom n-tého stupně (pro n≥1) {\displaystyle p(x)=a_{n}x^{n}+a_{n-1}x^{n-1}+\cdots +a_{1}x+a_{0}\,} s koeficienty {\displaystyle a_{n},a_{n-1},\cdots ,a_{1},a_{0}} náležejícími {\displaystyle \mathbb {R} } či {\displaystyle \mathbb {C} }, kde an≠ 0, má dle základní věty algebry nejvýše n komplexních kořenů x1, x2, ..., xn. Viètovy vzorce potom předepisují n rovnic, které vedou k nalezení n kořenů:
{\displaystyle {\begin{cases}x_{1}+x_{2}+\dots +x_{n-1}+x_{n}={\tfrac {-a_{n-1}}{a_{n}}}\\(x_{1}x_{2}+x_{1}x_{3}+\cdots +x_{1}x_{n})+(x_{2}x_{3}+x_{2}x_{4}+\cdots +x_{2}x_{n})+\cdots +x_{n-1}x_{n}={\frac {a_{n-2}}{a_{n}}}\\{}\quad \vdots \\x_{1}x_{2}\dots x_{n}=(-1)^{n}{\tfrac {a_{0}}{a_{n}}}.\end{cases}}}
Výrazy vlevo jsou tzv. elementární symetrické polynomy n proměnných (prvního až n-tého stupně).
{\displaystyle \sigma _{k}{(x_{1},...,x_{n})}=(-1)^{k}{\tfrac {a_{n-k}}{a_{n}}}.}
Tato soustava rovnic však zpravidla nemá jednodušší řešení než původní rovnice.
Poslední vzorec (pro součin kořenů) se používá k nalezení celočíselných nebo racionálních kořenů.

## Příklad
Polynom druhého stupně je obecně řešitelný pomocí hledání diskriminantu, pro příklad však uveďme také řešení pomocí Viètových vzorců.
Mějme polynom: {\displaystyle p(x)=ax^{2}+bx+c}, s kořeny {\displaystyle x_{1},x_{2}}, kde {\displaystyle p(x)=0}. Potom můžeme psát:
{\displaystyle x_{1}+x_{2}=-{\frac {b}{a}},\quad x_{1}x_{2}={\frac {c}{a}}}
Pro racionální koeficienty lze někdy pomocí těchto vzorců kořeny uhádnout.
Pro polynom třetího stupně tedy můžeme analogicky psát následující.
Mějme polynom: {\displaystyle q(x)=ax^{3}+bx^{2}+cx+d}, s kořeny {\displaystyle x_{1},x_{2},x_{3}}, kde {\displaystyle q(x)=0}. Potom:
{\displaystyle x_{1}+x_{2}+x_{3}=-{\frac {b}{a}},\quad x_{1}x_{2}+x_{1}x_{3}+x_{2}x_{3}={\frac {c}{a}},\quad x_{1}x_{2}x_{3}=-{\frac {d}{a}}}